# 友谊桥 (235国道)
友谊桥，也作寿宁友谊桥、泰顺友谊桥，是中国福建、浙江边界处的一座公路桥，横跨后溪连接福建省宁德市寿宁县犀溪镇和浙江省温州市泰顺县罗阳镇，位于 235国道上，旁边有一座可供行人行走的拱桥，在泰顺侧建有友谊亭，福建侧则立着一块“闽”字形状的石碑。

## 图集

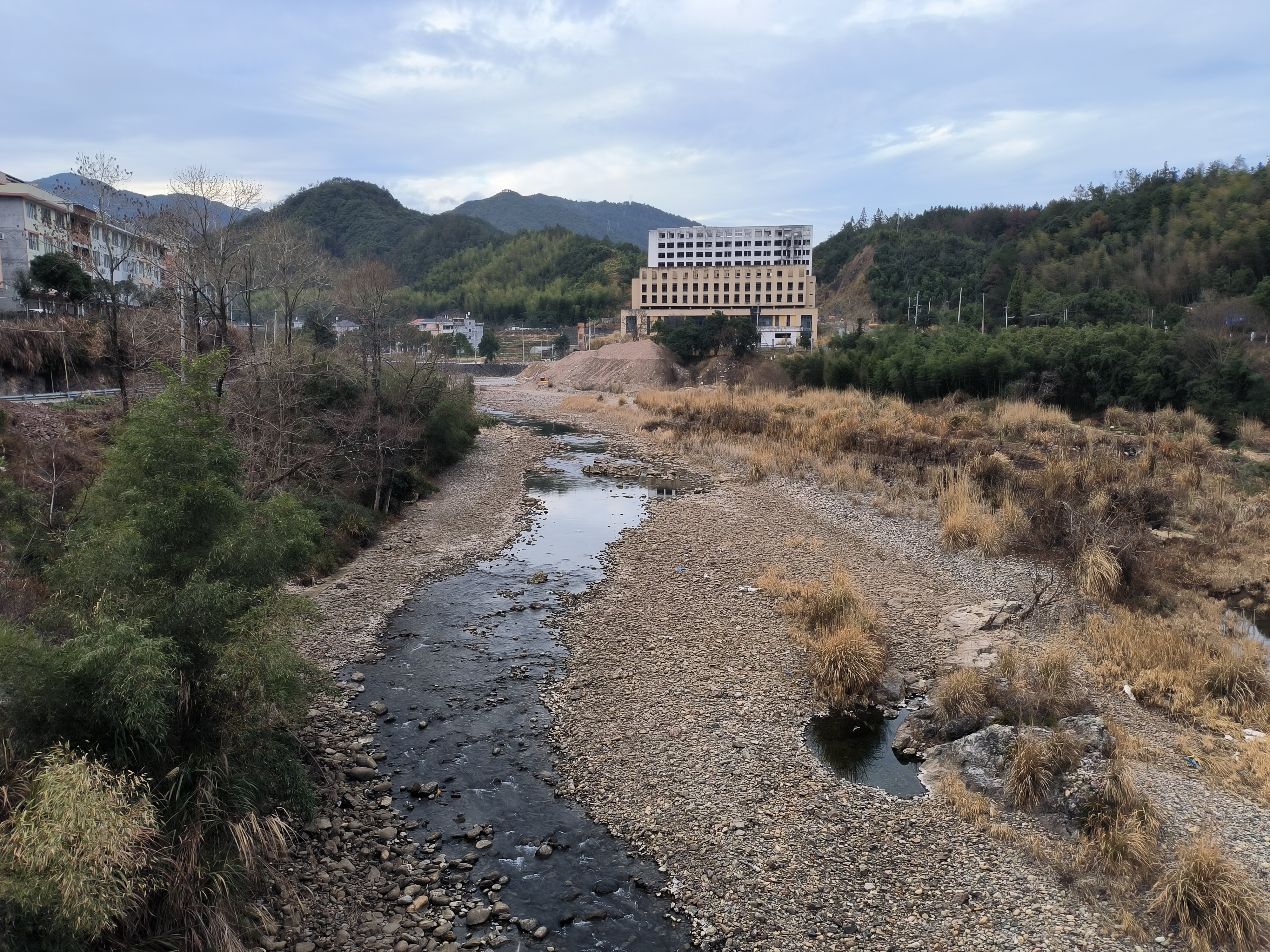
友谊桥下的后溪，在此地为福建、浙江的界河
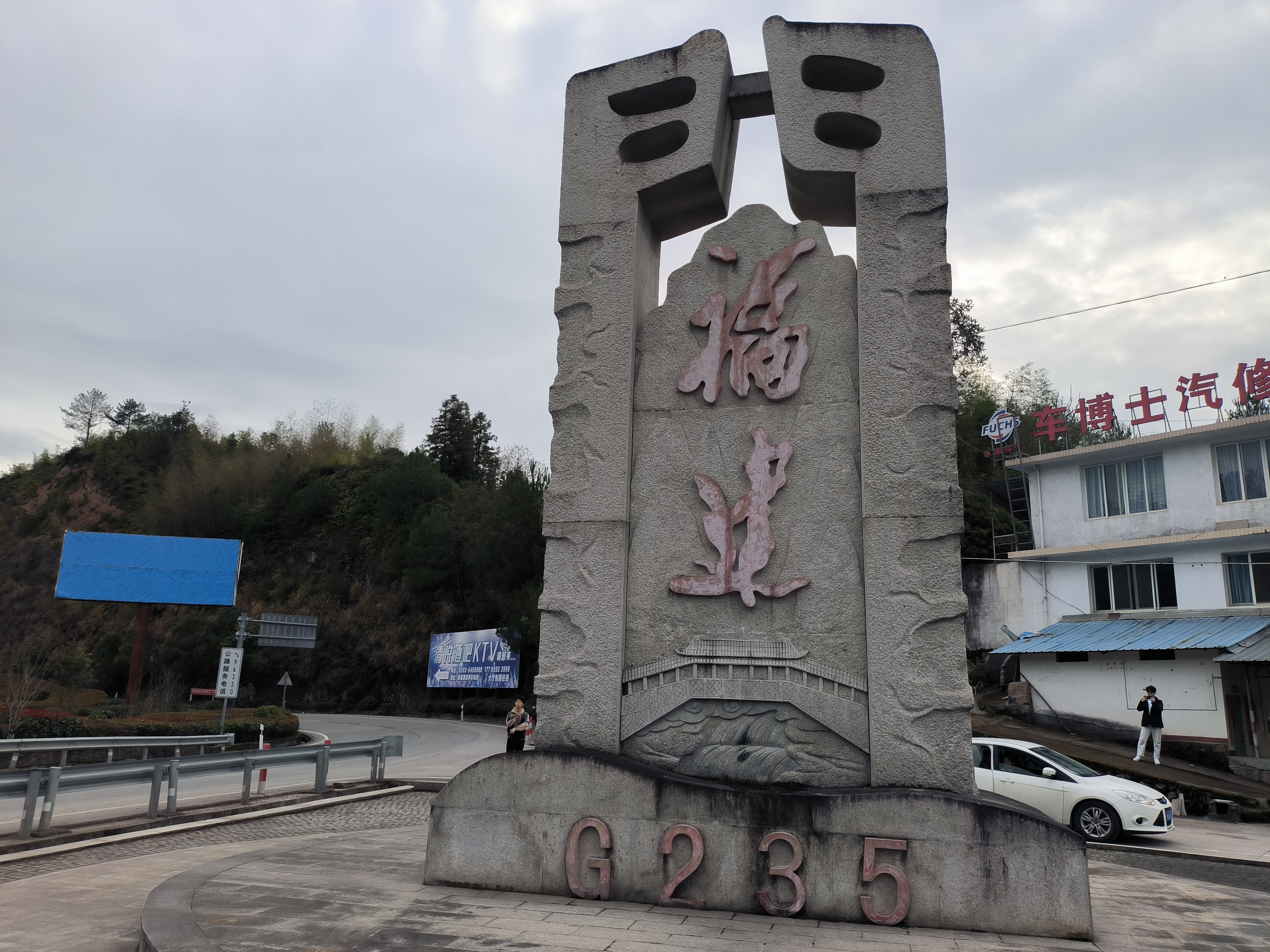
立有“福建”字样的闽字路碑
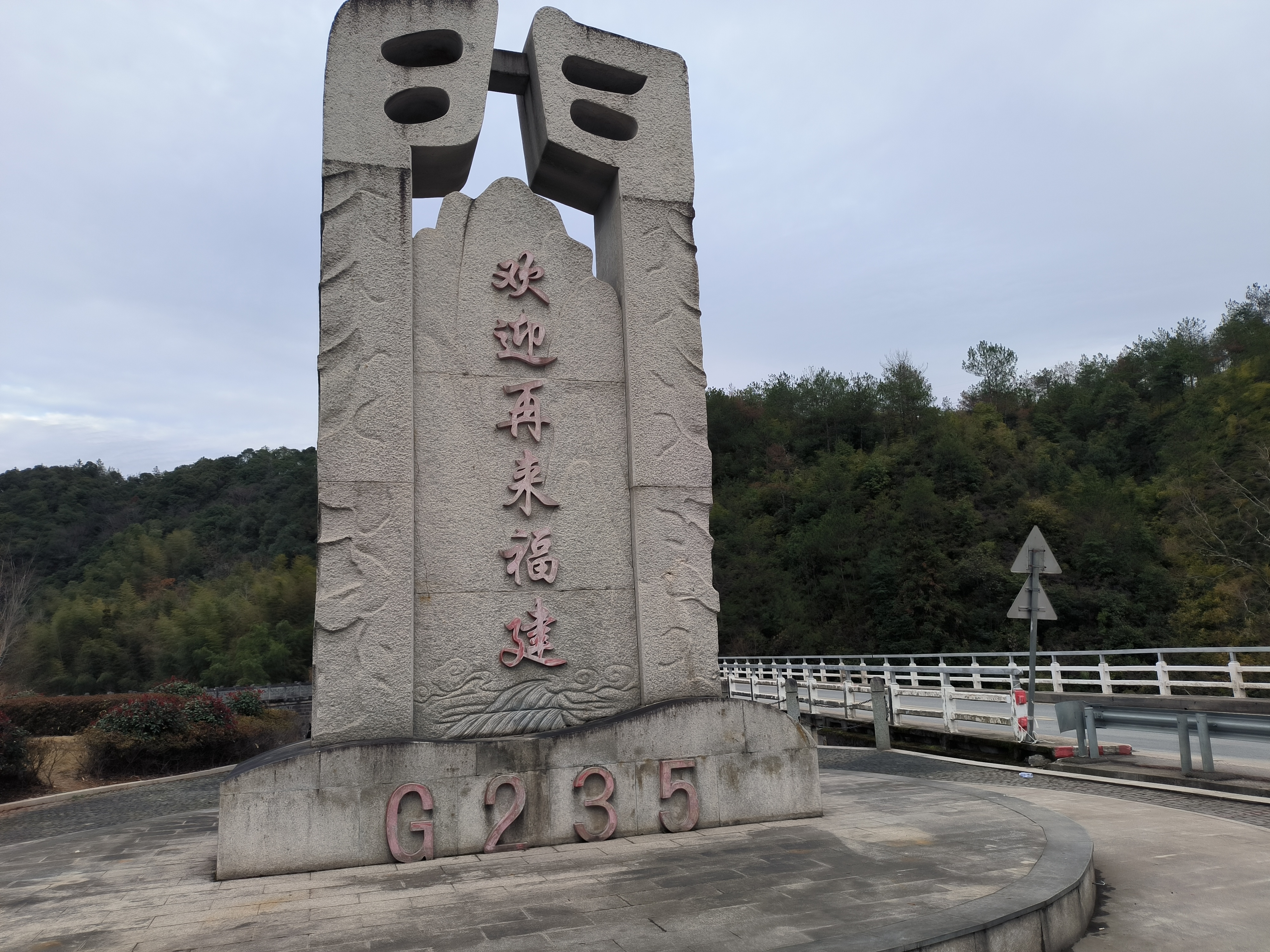
闽字路碑背面的“欢迎再来福建”